# 김태완 (1987년)
김태완(1987년 ~)은 대한민국의 배우다.

## 방송
- 서바이벌 스타오디션 (2006) - Top8

## 영화
- 싸움 (2007) - 인철 역